# Melanolophia muscitincta
Melanolophia muscitincta là một loài bướm đêm trong họ Geometridae.